# Orde van de Kris van Staat van Perak
De "Duli Yang Maha Mulia Maulana Paduka Sri Tuanku dan Yang di-Pertuan Negara Perak Dar ur-Ridzwan" oftewel "Koning en Prins van Perak" Idris II al-Mutawakil Allahahi Shah Afifu'llah (1963-1984) stichtte de "Meest Moedige Orde van de Kris van Staat van Perak", een Ridderorde die in het Maleis "Darjah Kebesaran  Taming Sari Negeri Perak Yang  Amat Perkasa" genoemd wordt. De orde werd in 1977 ingesteld. De "Taming Sari" is een van de regalia van de sultan. Krissen staan in Maleisië zeer in aanzien en eeuwenlang werd men voor dapperheid met een kris beloond. De krissen hebben, zo menen de Maleiers, magische eigenschappen. De onderscheiding wordt voor dapperheid en verdienste in het leger en de politie verleend. De leden van deze korpsen komen niet voor andere Perakese ridderorden in aanmerking.
Aan het aantal levende dragers van verschillende rangen zijn maxima gesteld.
De orde heeft zes graden;
- Eerste Klasse of Grote Ridder, in het Maleis "Datuk Sri Panglima" genoemd.

De tien dragers van de Eerste Klasse dragen een gouden keten met daaraan de negenpuntige gouden ster van de orde.De keten kan ook aan een grootlint in de kleuren rood-geel-rood gedragen worden.Op de linkerborst dragen zij een 8,9 centimeter brede ster van de orde.Achter de naam mogen de dragers, meestal Luitenants-generaal en Inspecteurs-generaal der politie of het leger, de letters SPTS plaatsen.
- Tweede Klasse of Ridder Commandeur, in het Maleis "Datuk Pahlawan" of "Dato' Pahlawan Taming Sari" genoemd.

De dertig dragers van de Tweede Klasse dragen de ster aan een rood lint met gele biezen over de rechterschouder en de 7,8 centimeter brede ster van de orde op de linkerborst. Achter de naam mogen zij de letters DPTS plaatsen.
- Derde Klasse, Companion of Commandeur, in het Maleis "Pirwira" genoemd.

De vijfenzeventig dragers van de Derde Klasse dragen de ster aan een lint om de hals. Achter de naam mogen zij de letters PTS plaatsen.De onderscheiding is voor majoors en kolonels of plaatsvervangende politiecommissarissen bestemd.
- Vierde Klasse of Officier, in het Maleis "Hulubalang" genoemd.

De honderd dragers van de Vierde Klasse dragen de ster aan een lint op de linkerborst. Achter de naam mogen zij de letters HTS plaatsen.
- Vijfde Klasse of Lid der Eerste Klasse, in het Maleis "Kshatriya" genoemd.

De dragers van de Vijfde Klasse, hun aantal is onbeperkt, dragen de ster aan een lint op de linkerborst. Achter de naam mogen zij de letters KTS plaatsen.
- Zesde Klasse of Lid, in het Maleis "Perajurit" of "Ahli" genoemd.

De dragers van de Zesde Klasse dragen de ster aan een lint op de linkerborst. Achter de naam mogen zij de letters ATS plaatsen.

## De versierselen van de orde
De ster of "bintang" van de orde, het islamitische land gebruikt geen kruisen, heeft negen gouden punten. Het medaillon is van geelgoud, heeft een donkerrode ring met het Motto KEPADA ALLAH DAN NEGARA in Jawi, het betekent "voor God en de Natie", en draagt een afbeelding van de koninklijke kris. Boven het medaillon prijken de "Cura Si Manjakini" genoemde staatskris en de regalia van de sultan. Op de linkerborst wordt een negenpuntige gouden ster gedragen.
Als verhoging dient bij de keten een rijk bewerkt gouden juweel met gekruiste krissen. Er zijn nog negentien kostbaar uitgevoerde gouden en donkerrode schakels met varenbladeren, krissen en de koninklijke rijksappel en ster. Men kan het kleinood van de Eerste Klasse ook aan een breed rood lint met een brede saffraangele middenstreep over de rechterschouder dragen.
Het lint is bij de eerste graad rood met een brede saffraangele middenstreep, de lagere graden dragen een rood lint met een smalle gele bies.